# توم مورغان (موسيقي)
توم مورغان (بالإنجليزية: Tom Morgan)‏ هو موسيقي وملحن وكاتب أغاني أسترالي، ولد في 3 مارس 1970 في ميتلاند ‏.

## وصلات خارجية
- توم مورغان على موقع ميوزك برينز (الإنجليزية)
- توم مورغان على موقع ديسكوغز (الإنجليزية)